# Egor'evsky (huyện của Altai)
Huyện Egor'evsky (tiếng Nga: ? райо́н) là một huyện hành chính tự quản (raion), của Vùng Altai, Nga. Huyện có diện tích 2301 kilômét vuông, dân số thời điểm ngày 1 tháng 1 năm 2000 là 16500 người. Trung tâm của huyện đóng ở Novoegor'evskoye.